# Paul Somohardjo

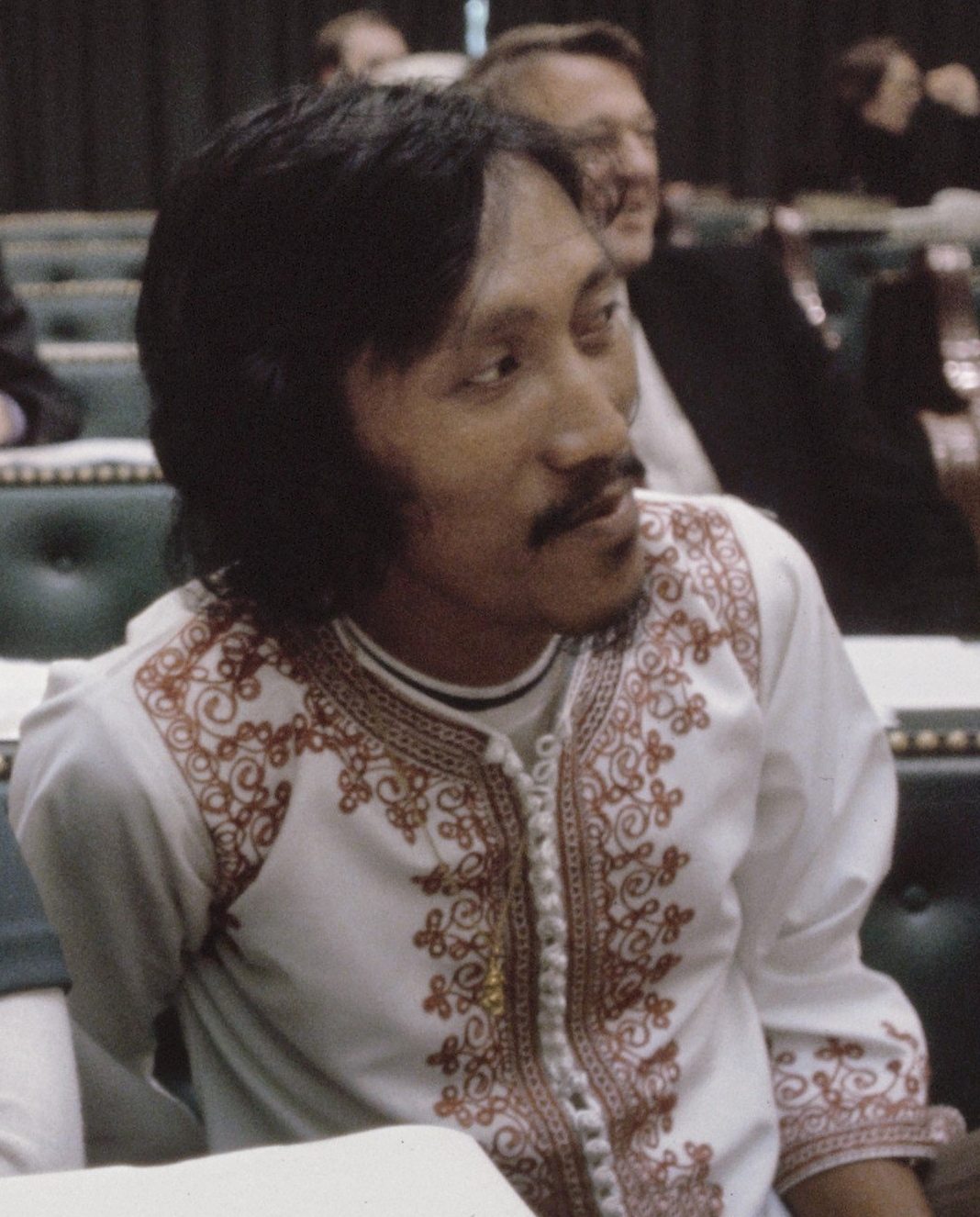
Paul Somohardjo (1975)

Slamet Paul Somohardjo (Paramaribo, 2 mei 1943) is een Surinaams politicus en leider van Pertjajah Luhur. Somohardjo (bijnaam: Sómo) wordt sinds zijn jeugd ook Paul Salam Somohardjo genoemd. Somohardjo is ook eigenaar van een radio- en televisiestation.

## Biografie
Bij de verkiezingen van 1973 werd hij als NPS'er gekozen tot lid van de Staten van Suriname. Midden 1975 verliet hij samen met Liesdek-Clarke en Lee Kong Fong, twee andere Staten-leden, de Nationale Partij Kombinatie (NPK; coalitie van NPS, PNR, PSV en de KTPI) waarna ze een driemansfractie vormden. De NPK streefde naar onafhankelijkheid voor het einde van 1975 wat uiteindelijk ook op 25 november 1975 plaatsvond. Somohardjo was toen bang dat als Suriname onafhankelijk zou worden, de creolen de Javanen (waartoe hij behoort) zouden gaan overheersen. Hij besloot in Suriname te blijven hoewel veel Javanen, mede vanwege die angst, naar Nederland emigreerden.
Somohardjo is de levenspartner van Amina Pardi, voormalig ambassaderaad en zaakgelastigde in Nederland en ambassadrice voor Indonesië, Australië en de Filipijnen.

### Decembermoorden en vlucht naar Nederland
In 1977 was hij betrokken bij de oprichting van de Javaanse partij Pendawa Lima (PL) wat gezien kan worden als de opvolger van de SRI. Na de mislukte tegencoup van 11 maart 1982 door Soerinder Rambocus werd hij met onder anderen Kries Mahadewsing gearresteerd, beschuldigd van betrokkenheid en vastgehouden op Fort Zeelandia. Op 2 november van dat jaar werd hij voorlopig in vrijheid gesteld maar hij kreeg wel huisarrest. Toen zijn grootmoeder ruim een maand later overleed op 7 december mocht hij onder begeleiding naar de begrafenis in Commewijne. Toen ze op de terugweg bij de veerboot bij Meerzorg wachtten hoorde hij geruchten dat mensen door militairen werden gearresteerd en gemarteld (zie Decembermoorden). Hierop besloot Somohardjo onder te duiken en via Frans-Guyana naar Nederland te vluchten. Daar aangekomen werd hij in september 1983 lid van de Raad voor de Bevrijding van Suriname van Henk Chin A Sen die zich verzette tegen het militaire regime van Desi Bouterse.
Op 21 maart 1984 werd zijn in Schiedam wonende broer Humphrey Somohardjo in de deuropening van zijn huis beschoten. Deze broer, bij wie Paul Somohardjo vaak verbleef, raakte ernstig gewond maar overleefde de moordaanslag waarvan wordt aangenomen dat die eigenlijk bedoeld was voor Paul Somohardjo.

#### Gevecht tijdens talkshow
Somohardjo en Rob Wormer (voorzitter van de pro-Bouterse organisatie Unie voor Volksdemocratie) werden uitgenodigd voor de tv-talkshow van Karel van de Graaf op 3 december van dat jaar. De discussie tijdens de live-uitzending liep uit de hand en er volgde een gevecht tussen Somohardjo en Evert Tjon (ook bekend als Evert Wolff), de chauffeur van Wormer, waarbij ook twee schoten vielen. Er raakte een persoon gewond en het is nooit duidelijk geworden wie de schutter was. Het wapen werd vier maanden later teruggevonden in een damestoilet van de NOS. Dit incident kreeg veel bekendheid en werd in vierenvijftig landen uitgezonden.
Op 7 maart 1985 vielen 3 doden bij een aanslag in Rijswijk in het gebouw waar de Raad voor de Bevrijding van Suriname een kantoor had. Deze aanslag was waarschijnlijk gericht tegen Chin A Sen, die echter niet aanwezig was.

### Terugkeer naar Suriname
Na het bezoek in 1992 van president Venetiaan aan Nederland, ging Somohardjo in februari 1993 weer in Suriname wonen maar hield zijn winkel- en handelsbedrijf in Nederland aan. In 1995 zou hij in Nederland failliet verklaard zijn.
Bij het herstel van de democratie in 1987 had Pendawa Lima vier zetels behaald in De Nationale Assemblée. In 1991 deden ze mee aan DA'91 die 9 van de 51 zetels kreeg (twee waren voor leden van Pendawa Lima). In 1996 kreeg Pendawa Lima weer vier zetels in De Nationale Assemblée en werd daarmee naast KTPI een belangrijke Javaanse partij. Lijsttrekker was weliswaar Mohamed Kasto, maar Somohardjo gaf aan zichzelf te beschouwen als kandidaat voor het presidentschap. Toen Somohardjo daarna te forse eisen stelde bij de formatie kwam er onder Jules Wijdenbosch (NDP) een regering tot stand zonder Pendawa Lima. Snel daarna ontstonden spanningen en splitste de partij in een Kasto-groep en een Somohardjo-groep. De Kasto-groep sloot zich aan bij de NDP-regering maar bleef tot ongenoegen van de Somohardjo-groep de naam Pendawa Lima gebruiken. Uiteindelijk besloot de rechter dat alleen het bestuur van de Pendawa Lima onder leiding van Kasto gebruik mocht maken van de naam, waarna de Somohardjo-groep doorging onder de naam Pertjajah Luhur.

### Minister van Sociale Zaken en Volkshuisvesting
Na de verkiezingen van 2000 werd Somohardjo namens Pertjajah Luhur (onderdeel van het Nieuw Front) minister van Sociale Zaken en Volkshuisvesting (SoZaVo) (12 augustus 2000 tot 14 augustus 2003). Eind 2001 kwam hij in de problemen omdat hij van de Nederlandse Woninggroep Suriname 25.000 Nederlandse gulden (ruim 11.000 euro) zou hebben ontvangen, wat hijzelf ontkende.
In het voorjaar van 2002 meldde de secretaris van de stichting Bouw en Exploitatie Woningen dat Somohardjo 200.000 dollar steekpenningen had geëist na het tekenen van een intentie-overeenkomst voor de bouw van minimaal duizend woningen. Toen de Zuid-Koreaan Philip Kim dat weigerde te betalen werd de overeenkomst door het ministerie verbroken. Bij de rechtszaak waarin een schadeclaim werd geëist werd het bedrijf niet ontvankelijk verklaard.
In 2002 werd bekend dat hij nog steeds stond ingeschreven als Nederlander in het bevolkingsregister van Rotterdam. De Surinaamse wet verbiedt het echter aan personen met een hoge post om een dubbele nationaliteit te hebben. Als snel werd er een verband gelegd met de kwestie die toen speelde rond NDP-presidentskandidaat Rabin Parmessar, die ook twee paspoorten zou hebben. Somohardjo verklaarde toen "Ik ben in 1995 genaturaliseerd en heb dat keurig gemeld aan de Nederlandse ambassade in Paramaribo. Ik heb alles gedaan om mijn Nederlands paspoort kwijt te raken."
Na het plotseling overlijden op 11 september 2002 van zijn partijgenoot Jack Tjon Tjin Joe werd Somohardjo tijdelijk tevens minister van Handel en Industrie totdat op 22 november Michael Jong Tjien Fa als nieuwe minister werd beëdigd (tot 1 september 2005).

#### Schending van eerbaarheid
In december van dat jaar werd onder auspiciën van de Pertjajah Luhur de Miss Jawa 2002-miss-verkiezing gehouden. In januari 2003 klaagden enkele deelneemsters dat Somohardjo zomaar de kleedkamer binnenkwam, waar zij soms halfnaakt waren, en dat hij ondanks hun verzoek niet wilde vertrekken. Daarnaast zou hij op een bepaald moment een 19-jarige deelneemster betast en in de borsten hebben geknepen. Op de journaliste Erna Aviankoi van het dagblad de Ware Tijd, die deze kwestie onderzocht, oefende Somohardjo druk uit om hierover niets te publiceren. Toen zij dat toch deed klaagde hij niet die krant maar de journaliste aan. Toen Somohardjo in februari 2003 een dagvaarding ontving om voor de rechter te verschijnen in verband met de kwestie rond de missverkiezing, stuurde president Venetiaan zijn minister met verlof. Terwijl het onderzoek tegen Somohardjo liep, spande hij een zaak aan tegen de journaliste Erna Aviankoi wegens smaad en laster.
In augustus verklaarde de rechter dat er voor aanranding geen wettig en overtuigend bewijs was omdat er alleen een verklaring bestond van de deelneemster terwijl Somohardjo ontkende. Wel kreeg hij een voorwaardelijke gevangenisstraf van twee maanden vanwege schending van de eerbaarheid van de deelneemsters. Na zijn veroordeling trok hij de zaak tegen Aviankoi in.
Hierop vroeg Somohardjo als minister ontslag aan, wat meteen werd aanvaard. Begin oktober werd hij opgevolgd door zijn partijgenoot Samuel Pawironadi zodat na negen maanden het ministerie weer een eigen minister had. Toen enige tijd later bleek dat Somohardjo onder Pawironadi werkzaam was als adviseur bij SoZaVo leidde dat tot enige commotie.

### Voorzitter van De Nationale Assemblée
Na de verkiezingen van 2005 probeerde Somohardjo vicepresident van Suriname te worden. Toen dat niet haalbaar bleek vanwege zijn veroordeling besloten de regeringspartijen als compromis dat hij Ramdien Sardjoe (VHP) zou opvolgen als voorzitter van De Nationale Assemblée en dat Sardjoe vicepresident zou worden.
Op 30 juni 2005 kwam De Nationale Assemblée voor de eerste keer sinds de verkiezingen bijeen waarbij Somohardjo met 29 stemmen tot voorzitter werd gekozen.

#### Gevecht in parlement
Op 13 december 2007 was Somohardjo opnieuw betrokken bij een vechtpartij die live op de tv te zien was, maar nu was de locatie De Nationale Assemblée en werd de gebeurtenis uitgezonden door de Surinaamse televisie. Toen de NDP-parlementariër Rashied Doekhi in het parlement beweerde bewijzen te hebben dat Somohardjo betrokken was bij zwendel met gronden door het ministerie van Ruimtelijke Ordening en Grondbeleid, schorste Somohardjo de vergadering. Kort daarop kwam Doekhie op Somohardjo en het DNA-lid Ronnie Brunswijk (ABOP) af waarop ze in discussie gingen. Doekhie gaf opeens Somohardjo een forse duw. Hierop werkte Brunswijk Doekhie tegen de grond en gaf Somohardjo Doekhie, terwijl deze op de grond lag, een trap, waarna de intussen toegesnelde politie de partijen uit elkaar haalde. Somohardjo beweerde na afloop dat Doekhie hem een vuistslag had gegeven, maar daarvan is op de televisiebeelden niets te zien. Later heeft Somohardjo "ondanks [zijn] onschuld" zijn verontschuldigingen voor deze vechtpartij aangeboden.

### Parlementslid
Na de verkiezingen van mei 2010 kozen de nieuwe DNA-leden Jennifer Geerlings-Simons van de NDP tot voorzitter. Zij kreeg 26 stemmen terwijl Somohardjo 24 stemmen kreeg. Toch sloot hij, tot verrassing van velen, een coalitie met de NDP en andere partijen, zodat hij de gekozen president Bouterse een meerderheid bezorgde. Ook steunde hij de Amnestiewet, waarmee de regering het proces inzake de Decembermoorden stil zou leggen. Hij had geleerd om anderen te vergeven, zo verklaarde hij zijn stemgedrag. Maar in 2014 had hij hiervan grote spijt. Hij had verwacht, dat de verdachten berouw zouden tonen, en werd hierin teleurgesteld.

### Verkiezingen van 2020 en coronacrisis
Na de verkiezingen van 2020 vormde de PL met ABOP, VHP en aanvankelijk ook NPS met een ruime meerderheid de nieuwe coalitie. Tijdens de onderhandelingen en ten tijde van de coronacrisis in Suriname heeft Somohardjo Covid-19 opgelopen.
Enkele maanden voor de verkiezingen van 2025 name Somohardjo afscheid van de politiek, na een carrière van vijftig jaar. Zijn zoon Bronto volgde hem op en voert de PL aan.